# Bitka pri Lepantu (1571)
Bitka pri Lepantu je bila tretja pomorska bitka pri Lepantu; potekala je 7. oktobra 1571 med združeno krščansko floto večih držav in Osmanskim cesarstvom.
To je bila zadnja večja pomorska bitka v svetovni zgodovini, v kateri so se spopadale zgolj ladje na vesla.

## Predhodno dogajanje
Z razpadom Bizanca sta se odločilno okrepila Beneška republika in Osmansko cesarstvo. Osmansko cesarstvo se je na podlagi evropskih verskih vojn in križarskih vojn lahko posvetilo lastnim osvajanjem v Sredozemlju. Tako se je sultan Selim II. odločil, da začne osvajati tudi krščanska ozemlja. Leta 1565 je poskusil Sulejman Veličastni osvojiti Malto, a so ga malteški vitezi zavrnili. Toda leta 1569 se je zgodila tragedija v Benetkah; zgorele so vse ladjedelnice in zaloge lesa. Sulejmanov sin, Selim II., se je odločil, da poskusi ponovno. Naslednje leto (1570) je tako napadel in osvojil Ciper.
Zaradi padca Cipra so se sredozemske krščanske države združile v t. i. Sveto ligo, v katero so se združile Beneška republika, Papeška država, Habsburška Španija, Malta, Genova in še nekatera druga mesta v Italiji. Osnovni namen je bila ustanovitev močnega krščanskega ladjevja, ki bi lahko uničilo turško vojno mornarico.
Po padcu Cipra je osmanska vojna mornarica odplula proti Jadranu. Dopolnila je svoje zaloge na albanski obali in začela napadati obmorska mesta; sprva je Selim II. ukazal napad na Krf, nato med 9. in 16. avgustom neuspešno napadel Kotor. Zaradi neuspeha se je Selim II. odločil, da ukaže vrnitev v Patraški zaliv, kjer bo flota popolnila zaloge, oskrbela žrtve in popravila ladje.
Celotna krščanska flota se je zbrala pri Krfu, zatem pa ugotovila novo lokacijo turške flote. Krščanska flota je tako 30. septembra odplula iz Krfa proti Patrasu.

## Udeležene sile

### Sveta liga
Flota Svete lige je bila sestavljena iz 206 galej, 6 galeasov in 30 tovornih ladij; 105 galej in vse galease so bile last Beneške republike, 88 galej je prispevala Habsburška Španija, 12 Papeška država (najemniške toskanske galeje), 3 je prispevala Genova, 3 malteški vitezi, 3 Savojska republika in več drugih zasebnih galej.
Imela je tudi 12.900 mornarjev, 43.000 veslačev, 28.000 vojakov (10.000 Špancev, 7000 Nemcev, 6000 Italijanov in 5000 drugih) in 3000 plemičev. Ladje so bile opremljene s 1818 topovi.
V bitki je sodeloval tudi Miguel de Cervantes, ki je bil v bitki ranjen; izgubil je moč uporabe leve roke.
Floti je poveljeval Don Juan Avstrijski, nezakonski otrok Karla V. Habsburškega.

### Otomansko cesarstvo
Ali Paša, vrhovni poveljnik osmanske flote, je zbral med 220 in 230 galej, med 50 in 60 galijic in 20 tovornih ladij.
Na ladjah je bilo 25.000 vojakov (od tega 2500 janičarjev), 13.000 mornarjev in 41.000 veslačev. Ladje so bile opremljene s 750 topovi.

## Razpored
Krščanska flota je bila razdeljena na 4 eskadre, ki so bile razporejena v liniji sever-jug. Najbolj severna eskadra, Leva eskadra, je imela 53 (večinoma beneških) galej, ki ji je poveljeval Agustino Barbarigo z dvema pomočnikoma: Marco Querini in Antonio da Canale. Osrednja eskadra je imela 62 galej in je bila pod osebnim poveljstvom Don Juana; pomagala sta mu Sebastian Veniero in Marcantonio Colonna. Desna eskadra, na skrajnem levem robu, je imela 53 galej in bila pod poveljstvo Giovannija Andrea Doria. Pred temi tremi eskadrami so bile postavljene galease (pred vsako eskadro dve), ki so imele nalogo uničevanja manjših turških ladij. Četrta, Rezervna eskadra, je bila v zaledju in imela skupaj 38 galej; 30 galej je bilo za Osrednjo eskadro in po 4 za Desno in Levo eskadro. Rezervi je poveljeval Alvaro de Bazán, 1. markiz Santa Cruza. Poleg tega so organizirali še začasno Izvidniško skupino (iz 2 desnih in 6 rezervnih galej), ki so pred bitko nadzorovale premike Turkov.
Osmanska flota je prav tako organizirala štiri eskadre. Severna eskadra je bila pod poveljstvom Mohameda Siroca in je imela 55 galej. Glavna, srednja eskadra, je bila pod poveljstvom Ali Paše in je imela 96 galej. Južna eskadra je imela 60 galej in 30 manjših ladij; poveljeval ji je Ulih Alija. Organizirana je bila še rezerva eskadra v moči 10 galej in 20 manjših ladij. Ali Paša je krščanskim sužnjem obljubil, da jih bo, v primeru zmage, osvobodil.

## Bitka
Zjutraj 7. oktobra je krščanska flota opazila, da se osmanska flota razporeja in da je zaplula izven zaliva. Da bi preprečil pobeg in paniko, je Don Juan Avstrijski ukazal razporeditev flote in napad na osmanske ladje. Istočasno je odposlal sporočilo: Krščanstvo je danes na preizkušnji, Bog tem psom ne bo dovolil, da bi nas potolkli. Tako tisti, ki bodo preživeli, kot tisti, ki bodo padli, bodo nocoj srečni. Prvi, ker so se tolkli v tej veliki bitki in drugi, ker bodo slavili v nebesih.
Bitka se je pričela ob 10.30. Siroco je napadel krščansko severno eskadro. To je storil tako, da je izkoristil globino vode ob obali in zaplul ter napadel Benečane hkrati v hrbet in spredaj. V prvem napadu je padel beneški poveljnik Barbarigo. Kljub temu so Benečani odvrnili njegov napad in ob 12.30 so Benečani že prevesili spopad v svojo korist. Turki so se hoteli umakniti, toda 30 galej je nasedlo na obalnih plitvinah. 
Istočasno sta se spopadla dva centra. Tu je bil položaj velik del časa neodločen, saj so janičarji uspeli večkrat priti na poveljniško ladjo Don Juana, a so bližnje ladje zmeraj prihitele na pomoč in jih odgnale s krova. Toda istočasno so krščanske ladje izvajale protinapade in tako so ob 13.00 uspele zavzeti admiralsko ladjo Ali Paše in ga hkrati tudi ubile. Ko so Turki to opazili, je padla njihova bojna morala in so se pričela vdajati, medtem ko se je Uluh Alija pričel umikati.
Takrat je Doria zapustil bojni razpored in odplul proti jugu z namenom, da bi preprečil umik turških ladij. S tem je storil skoraj katastrofalno napako, saj je tako odkril krščanski bok. Uluh Alija je izkoristil to vrzel, hitro obrnil svoje ladje in napadel krščanski bok in zaledje. Situacijo je rešila krščanska rezerva, ki je priplula do odprtine in napadla Uluh Alijo. Le-ta je ob okoli 16.00 sprevidel nesmiselnost bojevanja, toda namesto da bi se vdal, je prebil krščansko linijo in z okoli 25 do 30 galejami odplul proti Alžiriji.

## Po bitki
Skupno je osmanska flota izgubila okoli 180 galej in 60 galijic. Od teh je krščanska flota obdržala le 117 galej (s 388 topovi) in 13 galijic, ostale so potopili. Krščanska flota pa je izgubila 15 galej, 30 pa je bilo tako poškodovanih, da so jih po bitki namerno potopili. Turki so zajeli 2 galeji, a so obdržali le eno beneško.
Krščanska flota je izgubila tudi okoli 9000 mož, toda hkrati je osvobodila dvakrat toliko krščanskih ujetnikov. Turška stran je tako izgubila okoli 30.000 mož.
To je bila prva pomorska bitka, ki jo je izgubilo Osmansko cesarstvo. Hkrati je to bila tudi najbolj usodna bitka, saj si cesarstvo ni nikoli več opomoglo in tako je izgubilo svojo vodilno vlogo v Sredozemlju. Vojaški zgodovinarji danes to bitko označujejo kot najbolj odločilno pomorsko bitko, saj je popolnoma spremenila potek vojne in geopolitični položaj. Krščanska vojska je tako povečala število ladij in mož, medtem ko je turška stran izgubila vse razen 30 ladij. 
Kljub tako odločilni zmagi krščanska Sveta liga ni izkoristila dosežene strateške prednosti. Tako niso napadli turško okupiranih ozemelj (Ciper, Egipt, Alžirija,...), ampak se je flota po bitki razpustila. Kmalu zatem so se bivši zavezniki pričeli boriti med seboj. Osmansko cesarstvo je tako obdržalo svoj kopenski monopol vse do konca prve svetovne vojne.